# Fem gånger Storm
Fem gånger Storm är en TV-serie i tolv delar, som sändes i TV4 från mars till juni 2000.

## Handling
Familjen Storm bor i en lägenhet i Stockholm. Det är David och Filippa, som driver en reklamfirma i lägenheten, samt deras dotter Vera. Davids vuxne son, Bubben, bor där också. David har även en dotter, Inka, som flyttar in i första programmet efter att det blivit slut med hennes pojkvän.

## Skådespelare
- Jacob Nordenson - David
- Sara Lindh - Filippa
- Daniel Gustavsson - "Bubben" (Hans Olof)
- Tuvalisa Rangström - "Inka" (Karin)
- Jasmine Heikura - Vera
- Björn Bengtsson - Tråk- Torbjörn
- Suzanne Ernrup - Siv
- Gösta Bredefeldt - Axel Storm
- Pia Green - Gnat- Gun
- Anders Beckman - Björn Wahlgren
- Lena B. Eriksson - Lotta Wahlgren
- Ingar Sigvardsdotter - Jessica

### Fotnoter
1. ↑  Svensk mediedatabas.[källa från Wikidata]